# 439年
| 千纪： | 1千纪                                                                                           |
| 世纪： | 4世纪 \| 5世纪 \| 6世纪                                                                         |
| 年代： | 400年代 \| 410年代 \| 420年代 \| 430年代 \| 440年代 \| 450年代 \| 460年代                       |
| 年份： | 434年 \| 435年 \| 436年 \| 437年 \| 438年 \| 439年 \| 440年 \| 441年 \| 442年 \| 443年 \| 444年 |
| 纪年： | 己卯年（兔年）；北魏太延五年；北凉承和七年；南朝宋元嘉十六年；仇池建义四年                      |

## 大事记
- 中国
  - 北魏攻姑臧，沮渠牧犍出降，王族沮渠无讳和沮渠安周逃奔西域，北凉灭亡，北魏统一北方。北朝开始，五胡十六國時代結束。
- 世界
  - 汪达尔人佔領羅馬帝國阿非利加省首府迦太基，在北非建立汪达尔-阿兰王国。

## 出生
- 中国
- 南朝宋明帝刘彧

## 逝世
- 司马茂英，宋少帝刘义符的皇后。